# Étalondes
Étalondes település Franciaországban, Seine-Maritime megyében. Lakosainak száma 1071 fő (2022. január 1.). Étalondes Eu, Flocques, Saint-Rémy-Boscrocourt és Le Tréport községekkel határos.

## Népesség
A település népességének változása:
| Lakosok száma | 1106 | 1081 | 1096 | 1057 | 1043 | 1036 | 1047 | 1059 | 1071 |
|               | 2013 | 2015 | 2016 | 2017 | 2018 | 2019 | 2020 | 2021 | 2022 |

| Év       | 1962 | 1968 | 1975 | 1982 | 1990 | 1999 | 2006 |
| -------- | ---- | ---- | ---- | ---- | ---- | ---- | ---- |
| Lakosság | 461  | 499  | 642  | 787  | 917  | 1030 | 1164 |